# Cytherea setosa
Cytherea setosa är en tvåvingeart som beskrevs av Paramonov 1930. Cytherea setosa ingår i släktet Cytherea och familjen svävflugor. Inga underarter finns listade i Catalogue of Life.